# Tanganyika (pays)
Pour les articles homonymes, voir Tanganyika.
1961–1964
Entités précédentes :
- Tanganyika

Entités suivantes :
- Tanzanie

Le Tanganyika est un ancien pays d'Afrique de l'Est issu de l'indépendance du territoire du Tanganyika et devenu la Tanzanie actuelle par association avec le Zanzibar en 1964.

## Histoire
En 1961, la population du pays compte 6 millions d'Africains, 213 000 Asiatiques principalement originaires du sous-continent indien et 66 000 Européens, notamment des Britanniques et des Allemands.
Officiellement, le Tanganyika est un territoire administré par les Britanniques, sous mandat de la Société des Nations de 1921 à 1946 puis de l'ONU à partir de 1946. Auparavant, le Tanganyika constituait environ 90 % de l'ex-Afrique orientale allemande qui a existé de 1885 à 1918. La langue anglaise s'impose tardivement dans l'administration : à partir de 1916, lorsque celui-ci est partiellement occupé par les Britanniques, et surtout à partir de 1921, quand le mandat de la SDN est confirmé, favorisant l'essor du Swahili, qui devient la langue véhiculaire du Tanganyika.    
Le budget est déficitaire malgré les aides apportées par le Royaume-Uni et la Banque internationale pour la reconstruction et le développement. L'économie est celle d'un pays du tiers monde. Le tourisme avec ses 5 500 000 livres sterling est à l'origine d'une part importante des recettes du pays, qui dispose alors de 43 aérodromes.
Le 26 avril 1964, le pays fusionne avec le Zanzibar, dans le but de contenir les tensions politiques qui font suite à la révolution de Zanzibar (débutée le 12 janvier 1964), pour former la Tanzanie.

## Liste des chefs d’État
- 9 décembre 1961 – 9 décembre 1962 : Élisabeth II, reine du Tanganyika[2].
- 9 décembre 1962 – 26 avril 1964 : Julius Kambarage Nyerere, président de la république du Tanganyika[3].